# Bojan Dubljević
Bojan Dubljevic (montenegrí ciríl·lic: Бојан Дубљевић; nascut a Nikšić el 24 d'octubre de 1991) és un jugador de bàsquet de Montenegro que juga al València Basket de la lliga ACB. També representa l'equip nacional de bàsquet de Montenegro a les competicions internacionals. Fa 2,06 m d'alçada i juga principalment la posició d'aler pivot, però també pot jugar a la posició pivot.
Procedent del KK Buducnost, va fitxar pel València Basket en 2012, equip amb què arribaria a la final de la Copa del Rei en 2013, i amb qui guanyaria l'Eurocup de 2014. És l'únic jugador en guanyar el premi a millor jugador jove de la competició en dos edicions: 2013 i 2014. Va ser elegit pels Timberwolves en 59 posició al Draft de l'NBA de 2013.